# Britt Weerman
Britt Weerman (née le 13 juin 2003 à Assen) est une athlète néerlandaise, spécialiste du saut en hauteur.

## Biographie
En 2020 à Utrecht, à l'âge de 17 ans, Britt Weerman remporte son premier titre national en plein air avec un saut à 1,86 m.
Le 18 juillet 2021, à Tallinn, elle s'adjuge la médaille d'or des championnats d'Europe juniors grâce à un bond à 1,88 m.
Le 16 juillet 2022, à Ninove, elle porte le record des Pays-Bas à 1,95 m, puis se classe deuxième des championnats du monde juniors, à Cali en Colombie, devancée par l'Estonienne Karmen Bruus. Elle termine au pied du podium des championnats d'Europe à Munich avec un saut à 1,93 m, devancée au nombre d'essai pour la médaille de bronze par la Serbe Angelina Topić.
Lors des championnats d'Europe en salle d'Istanbul en mars 2023, la Néerlandaise décroche la médaille d'argent derrière l'Ukrainienne Yaroslava Mahuchikh, après avoir égalé son record national en salle à 1,96 m. 

## Palmarès
| Date | Compétition                    | Lieu     | Résultat | Marque |
| ---- | ------------------------------ | -------- | -------- | ------ |
| 2021 | Championnats d'Europe juniors  | Tallinn  | 1re      | 1,88 m |
| 2022 | Championnats du monde juniors  | Cali     | 2e       | 1,93 m |
| 2022 | Championnats d'Europe          | Munich   | 4e       | 1,93 m |
| 2023 | Championnats d'Europe en salle | Istanbul | 2e       | 1,96 m |

## Records
| Épreuve         | Épreuve  | Marque      | Lieu                   | Date                                       |
| --------------- | -------- | ----------- | ---------------------- | ------------------------------------------ |
| Saut en hauteur | Pein air | 1,95 m (NR) | Ninove                 | 16 juillet 2022                            |
| Saut en hauteur | En salle | 1,96 m (NR) | Weinheim Metz Istanbul | 3 février 2023 11 février 2023 5 mars 2023 |